# The Three Scratch Clue
The Three Scratch Clue è un cortometraggio muto del 1914. Il nome del regista non viene riportato.

## Trama
Norman Arnold lavora come segretario del dottor Strong. Innamorato di sua figlia Helen, riesce ad ottenerne la mano sventando una rapina ai danni del suo datore di lavoro, dopo aver fatto arrestare un ladro che voleva rubare i tesori d'arte raccolti nella collezione di Strong.

## Produzione
Il film fu prodotto dalla Essanay Film Manufacturing Company.

## Distribuzione
Distribuito dalla General Film Company, il film - un cortometraggio a due bobine - uscì nelle sale cinematografiche USA il 27 marzo 1914.